# David Leaf
David Leaf (20 aprile 1952) è uno scrittore, regista e produttore cinematografico statunitense.
È principalmente noto come biografo dei The Beach Boys.
Negli anni ha anche intrapreso la carriera di regista, lavorando su documentari, programmi musicali, e retrospettive dedicate alla cultura pop.
Leaf è spesso considerato il primo autore che ha ampiamente, e onestamente, scritto dei Beach Boys".
La biografia del gruppo scritta da Leaf nel 1978, The Beach Boys and the California Myth, esamina le tensioni dietro alle scene e la storia della famiglia Wilson in una maniera così approfondita come mai fatto in precedenza.
Egli è anche regista del documentario su John Lennon del 2006 U.S.A. contro John Lennon.